# Herschel Lake
Herschel Lake är en sjö i Australien. Den ligger i delstaten Western Australia, omkring 32 kilometer väster om delstatshuvudstaden Perth. Arean är 1,3 kvadratkilometer. Den sträcker sig 1,5 kilometer i nord-sydlig riktning, och 2,0 kilometer i öst-västlig riktning. Den ligger på ön Rottnest Island.